# Звучна заднонебна странична приблизителна съгласна
Звучната заднонебна странична приблизителна съгласна е вид съгласен звук, използван в някои говорими езици. В Международната фонетична азбука той се отбелязва със символа ʟ. Той е близък до българския твърд звук, обозначаван със „л“ (в позиции без смекчаване – пред „о“, „у“, „а“, „ъ“ или съгласна или в края на думите), но с по-задно учленение.
Звучната заднонебна странична приблизителна съгласна се използва в езици като мелпа (paⱡa, [paʟa]).